# 奧運站
奧運站（英語：Olympic Station）是一個位於香港九龍油尖旺區大角咀櫻桃街、西九龍公路與連翔道交界，屬於港鐵東涌綫的鐵路車站，於1998年6月22日啟用。
機場快綫會穿越奧運站站體；而屯馬綫及廣深港高速鐵路則於車站東旁近連翔道的地底並行通過，但三綫均不在此設站。
- 車站外觀（2021年4月）

## 車站構造

### 樓層
| U2                | 大堂 | A2、B上層、C3、C4、C5、D3、E出口、客務中心、商店、自助服務 |   |  |
| G                 | 地面 | A1、B下層、C1、C2、D1、D2出口 |   |  |
| G                 | 月台 | \| \| \| 東涌綫往香港（九龍） \| 2 \| \| \| 側式 · 開右邊车门 \| \| \| \| \| \| \| \| 機場快綫往香港路軌（不停此站） \| \| \| \| \| \| 機場快綫往機場及博覽館路軌（不停此站） \| \| \| \| 側式 · 開右邊车门 \| \| \| \| \| \| \| 1 \| 東涌綫往東涌及迪士尼綫（南昌） \| \| \| |   |  |
|                   |      | 東涌綫往香港（九龍） | 2 |  |
| 側式 · 開右邊车门 |      | |   |  |
|                   |      | 機場快綫往香港路軌（不停此站） |   |  |
|                   |      | 機場快綫往機場及博覽館路軌（不停此站） |   |  |
| 側式 · 開右邊车门 |      | |   |  |
|                   | 1    | 東涌綫往東涌及迪士尼綫（南昌） |   |  |

### 大堂
現時奧運站大堂內設有不同類型的商店、自助服務設施以及香港郵政郵箱等。

大堂全景圖（2017年12月）

- 大堂，付費區（2024年11月）
- 大堂，近C-E出口位置（2024年11月）

### 月台
奧運站設有兩個側式月台，所有月台均已裝設月台幕門。
- 1號月台（2024年11月）
- 2號月台（2024年11月）

### 出入口
現時奧運站設有12個出入口，而所有出入口均以行人天橋連接鄰近車站的建築物。
|                                                         |                   | |      |
| 編號                                                    | 指示              | 建議前往的目的地 | 圖片 |
| 出口 · A · 1                                            | 維港灣            | 巴士總站 |      |
| 出口 · A · 2 · 盲道标志 · 同层                          | 維港灣            | 香港亞協維港灣長者會所、中銀中心、基督教宣道會兒童成長及支援中心、政府服務中心、保護兒童會中銀幼兒園、凱帆軒、瓏璽、維港灣、海事處、奧海城一期、一號銀海、保良局周鴻標日間護理中心 （老人）、基督教香港信義會恩海居、銀海坊、官立嘉道理爵士中學（西九龍）、瀑布高爾夫健體天地、大角嘴天主教小學（海帆道）、浪澄灣、香港遨凱酒店                              |      |
| [ 註 2 ]                                                | 滙豐中心二及三座  | 富薈旺角酒店、香港旺角帝盛酒店、Weare Studios–Olympic、利奧坊、嘉運大廈、利奧坊·曉岸、滙豐中心二及三座、頌賢花園、李寶樁普通科門診診所、樂群街公園、基磐浸信會、大角咀市政大廈、通州街公園、市建一站通、九龍珀麗酒店、新九龍廣場、世界宣明會、南昌公園、西九龍紀律部隊宿舍、君匯港、港灣豪庭、亮賢居、中華基督教會基全小學、塘尾道官立小學、大角嘴天主教小學 |      |
| [ 註 2 ]                                                | 滙豐中心二及三座  | 富薈旺角酒店、香港旺角帝盛酒店、Weare Studios–Olympic、利奧坊、嘉運大廈、利奧坊·曉岸、滙豐中心二及三座、頌賢花園、李寶樁普通科門診診所、樂群街公園、基磐浸信會、大角咀市政大廈、通州街公園、市建一站通、九龍珀麗酒店、新九龍廣場、世界宣明會、南昌公園、西九龍紀律部隊宿舍、君匯港、港灣豪庭、亮賢居、中華基督教會基全小學、塘尾道官立小學、大角嘴天主教小學 |      |
| 出口 · C · 1 · 升降机标志 · 扶手电梯标志                | 滙豐中心一座      | 紅茶館酒店、富薈旺角酒店、李寶樁普通科門診診所、活託邦-大角咀、市建一站通、世界宣明會 |      |
| 出口 · C · 1 · 升降机标志 · 扶手电梯标志                | 滙豐中心一座      | 紅茶館酒店、富薈旺角酒店、李寶樁普通科門診診所、活託邦-大角咀、市建一站通、世界宣明會 |      |
| 出口 · C · 2 · 扶手电梯标志                             | 滙豐中心一座      | 嘉禮大廈、晏架街遊樂場、富多來新邨、銘基書院、路德會沙崙學校 |      |
| 出口 · C · 3 · 同层                                     | 滙豐中心一座      | 滙豐中心二及三座 |      |
| 出口 · C · 4 · 无障碍通道标志                           | 滙豐中心一座      | 柏豐28、滙豐中心一座、形品·星寓 |      |
| 出口 · C · 5 · 盲道标志 · 同层                          | 滙豐中心一座      | 海桃灣、西九匯 |      |
| 出口 · D · 1                                            | 奧海城二期 、三期 | 櫻桃街 |      |
| 出口 · D · 2                                            | 奧海城二期 、三期 | 連翔道 |      |
| 出口 · D · 3 · 盲道标志 · 同层                          | 奧海城二期 、三期 | 富榮花園、明我幼稚園/幼兒園、協康會海富中心、海富苑、香港紅十字會總部、西九龍捐血站、奧海城（二、三期）、柏景灣、保良局陳守仁小學、香港理工大學西九龍校園、帝峯 · 皇殿、西九龍政府合署、屋宇署、楊震油旺青少年發展中心、帝柏海灣、油蔴地天主教小學（海泓道）、香港管理專業協會李國寶中學                                                                     |      |
| 出口 · E · 同层                                         | 海帆道            | 香港亞協維港灣長者會所、中銀中心、基督教宣道會兒童成長及支援中心、政府服務中心、保護兒童會中銀幼兒園、凱帆軒、瓏璽、維港灣、海事處、奧海城一期、一號銀海、保良局周鴻標日間護理中心 (老人)、基督教香港信義會恩海居、銀海坊、官立嘉道理爵士中學（西九龍）、瀑布高爾夫健體天地、大角嘴天主教小學（海帆道）、浪澄灣、香港遨凱酒店                                |      |
| 註： 設有 \| 設有 \| 設有 \| 設於同一層 \| 設有扶手電梯 |                   | |      |

- C出口中庭（2024年11月）

## 利用狀況
奧運站上蓋物業發展計劃分三期發展，分別為第一期的滙豐中心、中銀中心、奧海城一期、維港灣，第二期的奧海城二期、柏景灣、帝柏海灣以及第三期的君滙港。在奧運站啟用初期，除大同新邨及富多來新邨等屋苑的居民外，因車站周邊上蓋物業大部分尚未落成，因此車站使用量稀少。直至啟用數年後，隨著上述上蓋物業及其他區內住宅陸續落成，人流亦開始隨之上升。除鄰近居民外，使用車站的乘客還包括在滙豐中心、中銀中心或鄰近車站的工貿建築物上班的人士。

## 接駁交通及車站優惠
另外，在大角咀市政大廈及港灣豪庭廣場亦設有適用於奧運站的港鐵特惠站，為使用成人八達通的乘客提供港幣2元的車費回贈。

## 歷史

### 車站命名由來
奧運站原址是前大角咀碼頭，也是東涌綫首個落成的車站。原來計劃命名為大角咀站，臨近落成時的1996年7月初，前地鐵公司曾一度表示正考慮以車站附近的櫻桃街命名為櫻桃站，以反映車站位處大角咀舊區之外的新發展區。
然而於同年8月2日，滑浪風帆運動員李麗珊在亞特蘭大奧運會上為香港奪得首枚奧運金牌，而隨後舉行的殘疾人奧林匹克運動會，兩位香港運動員張耀祥與趙仲粦亦為香港取得金牌，地鐵公司遂與香港業餘體育協會暨奧林匹克委員會（今港協暨奧委會）達成協議，於同年12月16日將車站命名為奧運站，以表揚香港運動員的輝煌成就，以月台牆壁上也印有各種運動員比賽中的圖案。

### 車站啟用
奧運站於1998年6月22日隨東涌綫通車而啟用，而車站由協興建築負責興建。

### 加建出入口
為配合大角嘴櫻桃街重建項目海桃灣及其基座商場西九匯的落成，港鐵在2009年於奧運站連接大堂及C出口的行人天橋近滙豐中心一座的位置增設一個出入口連接西九匯的行人天橋，並被編名為C5出口。

### 改用新智能車票
2013年10月20日，取代磁帶車票的新智能車票率先於奧運站售票機售賣，故奧運站成為港鐵系統中首個發售新車票的車站。

### 安裝新乘客資訊顯示屏
奧運站是首個安裝液晶顯示器式乘客資訊顯示屏的車站。有關系統已於2013年11月23日啟用，用以顯示未來四班列車抵達時間、天氣、溫度以及乘客資訊；而舊有的發光二極管顯示器系統則被拆除。

### 引用
1. 1 2 3 4   (PDF). 港鐵公司.   [2020-02-19]. （原始内容存档 (PDF)于2020-10-11）.
2. ↑  . 港鐵. 港鐵公司.   [2020年2月29日]. （原始内容存档于2020年2月21日） （中文（繁體））.
3. ↑  . 港鐵網頁. 港鐵公司.   [2014年4月13日]. （原始内容存档于2011年2月20日） （中文（香港））.
4. ↑  . 香港郵政網頁.   [2014年4月13日]. （原始内容存档于2014年4月27日） （中文（香港））.
5. ↑  .   [2022-04-02]. （原始内容存档于2022-04-02）.
6. ↑  . 南華早報. 1996-07-03. （原始内容存档于2021-01-01）.
7. ↑  . hiphing.   [2019-10-08]. （原始内容存档于2021-01-01）.

## 外部連結
- 港鐵公司－奧運站街道圖 （页面存档备份，存于）
- 港鐵公司－奧運站位置圖 （页面存档备份，存于）
- 港鐵公司－奧運站列車服務時間 （页面存档备份，存于）